# MOME Maraton
A MOME Maraton a Moholy-Nagy Művészeti Egyetem évente megrendezett kulturális eseménye, ahol évről évre bemutatkozik az egyetem nemzetközi design és vizuális művészetek trendjeit alakító gondolkodásmódja. Az egész éjszaka tartó programmal a MOME megmutatja mindazt az értéket és kreativitást, mely sajátos szereppel ruházza fel a magyar művészeti életben.
Az eseménynek a Múzeumok Éjszakája rendezvénysorozat ad otthont.